# Château des Rosiers
Le château des Rosiers est une ancienne abbaye, transformée en un édifice servant d'habitation, située à Séchault, en France.

## Description
On pénètre par une porte cochère à cintre surbaissé. L'édifice principal est composé d'une ancienne église transformée en habitation, avec une nef de 47 mètres sur 10, et à l'entrée ouest, un portail gothique. D'autres bâtiments sont disposés à proximité. Outre ces bâtiments, une petite terrasse est délimitée sur son périmètre par un muret qui donne sur un espace gazonné comportant divers buis taillés. À noter la présence d'un saut de loup et d'un parc boisé traversé par des allées.
À l'intérieur de l'ancienne nef, se trouvent deux dalles funéraires, celle de Baudoin d'Autry mort le 7 novembre 1246, et celle de Nicolas des Armoises, dit « le gueulard », mort le 23 décembre 1303. Ce chevalier est représenté couché sur un dais à tabernacle, armé de pied en cap, les mains jointes, le visage découvert, les yeux ouverts ; deux anges portent un coussin sous sa tête, une main divine le bénit et un lion est couché à ses pieds. L'épitaphe gravée sur la dalle précise : 
« Ci gist nobles homes sires Nicoles diz li geulars des Armoises qui trespassa lan de grâce nostre seignour M CCC ZIII le deisime iour des kalendes de janvier priiez pour lame de lui ».

## Localisation
Cet ensemble est situé sur le territoire de la commune de Séchault, dans le département français des Ardennes. Il n'est pas dans le bourg lui-même mais au nord-est, entre l'ancien aérodrome de Vouziers-Séchault (ancienne base OTAN) et la D121 menant de Ardeuil-et-Montfauxelles à Vaux-lès-Mouron. Le lieu est une propriété privée, et ne se visite pas.

## Historique
Le nom de Rosiers serait issu du mot roseaux qui au Moyen Âge peuplait le secteur marécageux.
En 1240, des moines cisterciens, sollicités par Baudouin II d’Autry, fondent une abbaye. En 1244, cette abbaye a à son tour pour fille l'abbaye de Clairmarais, à côté de Reims.
Pendant la guerre de Cent Ans, l'édifice est fortement endommagé et laisse la place à un simple prieuré dépendant de Clairvaux. Ce prieuré est à son tour saccagé pendant les guerres de religion, ce qui provoque le départ des moines. À la Révolution le domaine est vendu comme bien national, l'annonce de cette vente évoquant une ancienne chapelle, une maison de maître et des bâtiments de fermiers. Les Béchet de Balan l'achètent en 1798 et le conservent près de deux siècles durant. Une restauration débute en 1918. Aujourd'hui, le domaine est toujours privé.
L'ensemble des bâtiments et le parc sont inscrits au titre des monuments historiques en 1956 et une partie (chevet et transept nord de l'ancienne église abbatiale) est classée la même année.